# Heorhiy Sudakov
Heorhiy Viktorovych Sudakov (em ucraniano:  Георгій Вікторович Судаков; Brianka, 1 de setembro de 2002) é um futebolista ucraniano que atua como meia. Atualmente, joga pelo Shakhtar Donetsk. 

## Carreira

### Início
Nascido em Brianka, na Oblast de Lugansk, Sudakov inciou na base do Bryansk Sokol. Chegando ao Metalist Kharkiv em 2014, ganhou o torneio Coca-Cola Cup Leather Ball Sub-12, onde venceu o exercício de malabarismo com bola. Chegou ao Shakhtar em 2017, e na temporada 2018–19 foi campeão da Ucrânia Sub-17, sendo eleito o melhor jogador da fase final do torneio. Também foi eleito o melhor atacante entre os nascidos em 2002.

### Shakhtar Donetsk
Sudakov fez sua estreia pelo clube ucraniano em 21 de outubro de 2020, pela fase de grupos da Liga dos Campeões contra o Real Madrid. Devido a vários jogadores testarem positivos para COVID-19 e não poderam participar da partida, o então técnico do time Luis Castro, incluiu Sudakov entre os integrados para a partida. Estreou nesta partida, aos 86 minutos no lugar de Dentinho. Marcou seu primeiro gol profissional e pelo Shakhtar no  campeonato ucraniano em 30 do mesmo mês.

## Seleção Ucraniana
Sudakov estreou pelo Sub-15 em 23 de maio de 2017, na derrota por 1–0 contra a República Tcheca. No Sub-16, integrou o elenco vencedor do torneio Milyan Milyanich na Sérvia. Também foi campeão no Sub-17, do Memorial Bannikov em agosto de 2018. 
Em outubro de 2020, foi um dos convocados pelo técnico Ruslan Rotan para partidas das Eliminatórias do Campeonato Europeu Sub-21 de 2021. Porém, acabou cortado das partidas pelo fato de ter sido diagnosticado com COVID-19.
Em 30 de abril de 2021, recebeu sua primeira convocação para a Seleção Ucraniana Principal pelo técnico Andriy Shevchenko para participar de amistosos contra as seleções do Bahrein, Irlanda do Norte e Chipre, visando a preparação para Eurocopa 2020. Estreou pela Ucrânia em amistoso em casa contra a seleção do Bahrein, substituindo Taras Stepanenko aos 46 minutos. Em 1 de junho de 2021, foi um dos convocados por Andriy Shevchenko representar a Ucrânia participar na Eurocopa de 2020.
Em 5 de junho de 2023, Sudakov foi um dos convocados para a disputa do Campeonato Europeu de Futebol Sub-21 de 2023, na Geórgia e na Romênia. Fez um dos gols na vitória por 3–1 sobre a França nas quartas de final da competição, ajudando a Seleção Ucraniana a chegar pela primeira vez às semifinais do torneio além de garantir uma vaga nos Jogos Olímpicos de 2024. A Ucrânia acabou eliminada nas semifinais, conteúdo Sudakov terminou como um dos artilheiros com três gols juntamente com os espanhóis Sergi Gómez e Abel Ruiz.

## Títulos

### Shakhtar Donetsk
- Campeonato Ucraniano: 2022–23

### Prêmios Individuais
- Artilharia do Campeonato Europeu de Futebol Sub-21 de 2023: 3 gols